# Barrimore Matthew St. Leger
Barrimore Matthew St. Leger, conosciuto semplicemente come Barry St. Leger o Barry St. Ledger (Contea di Kildare, aprile 1733 – Canada, 1789), è stato un militare britannico che servì come colonnello durante la guerra d'indipendenza americana.

## Biografia
St. Leger fu battezzato il I maggio 1733 nella contea di Kildare, in Irlanda. Era figlio di Sir John St. Leger e di Lavina Pennefather. Fu educato all'Eton College e quindi all'Università di Cambridge.
Entrò nell'Esercito Britannico nell'aprile del 1756 servendo come portabandiera nel 28º Reggimento fanteria "North Gloucestershire". Fu sotto il comando del generale Abercrombie in Canada nel 1758 durante l'assedio di Louisbourg all'Île Royale (Isola del Capo Bretone) e nel 1759 sotto il comando di Wolfe durante l'assedio di Québec.
Fu promosso maggiore di brigata nel luglio del 1760 e servì come ufficiale, sotto il comando di James Murray, nella campagna contro Montréal. Il 16 settembre 1762 St. Leger divenne maggiore nel 95º Reggimento fanteria. Nel 1772 venne promosso tenente colonnello.
Nel 1774 venne nominato tenente colonnello del 34º Reggimento fanteria "Cumberland" e venne scelto dal generale Burgoyne per guidare una delle tre armate che avrebbero dovuto sconfiggere l'Esercito continentale a Saratoga. Lasciata Oswego, base delle operazioni inglesi, era avanzato arrivando al forte Schuyler, dove lasciò una parte delle truppe. Il 6 luglio 1777 giunse ad Oriskany, un piccolo villaggio sul fiume omonimo, dove subì prima l'attacco delle forze di Herkimer e quindi quello dei fucilieri di Arnold che lo costrinsero a ritirarsi. Durante la ritirata provò a prendere forte Schuyler ma l'abbandono dei suoi soldati lo costrinse a ripiegare definitivamente. Nel 1777 venne promosso colonnello.
Morì in Canada nel 1789.